# Clase Karp
La clase Karp era un grupo de tres submarinos construido por Krupp Germaniawerft para la Armada Imperial rusa. Los barcos fueron ordenados en el programa de emergencia de 1904 como resultado de la guerra ruso-japonesa. El diseño era un tipo de casco doble y un límite de buceo de 29 m (96 pies). Los barcos fueron entregados tarde para la guerra y transportados por ferrocarril en 1908 a la Flota del Mar Negro. El diseño sirvió como prototipo para el primer submarino alemán, el SM U-1, que fue dado de alta en la Armada Imperial alemana el 14 de diciembre de 1906.

## Historia y desarrollo
El diseño de esta clase de sumergibles se debe en gran parte al ingeniero naval de origen español Raymondo Lorenzo D´Equivilley Montjustin. Este poco conocido pionero participó en los primeros intentos para conseguir convertir los submarinos en armas efectivas. En principio se asoció a un pionero francés, el ingeniero naval Máxime Laubeuf, durante el diseño y la construcción de su sumergible con propulsión vapor-eléctrica Narval, para la Marina Francesa y que atrajo la atención mundial en 1896.
Aprovechando la favorable situación, D’Equivilley trató de probar suerte en solitario presentando sus propios diseños al Ministerio de Marina francés en 1901, pero estos fueron rechazados. Al año siguiente D’Equivilley presentó sus conceptos a la firma alemana Krupp y esta vez la suerte le sonrió. La firma alemana autorizó la construcción de un submarino experimental de unas 15 toneladas diseñado por D’Equivilley y firmó un contrato con el ingeniero español. Los trabajos empezaron ese mismo año en los astilleros Germaniawerft, recién adquiridos por la empresa Krupp. El 18 de junio de 1903 se terminaron los trabajos y hasta el 6 de diciembre se desarrollarían las intensas pruebas a las que fue sometido. Dirigidas conjuntamente por d’Equivilley y el ingeniero naval jefe de los astilleros Her Kritzler, que resultaron un éxito. Durante ese periodo recibió el nombre definitivo, Forelle (trucha) , y sus evoluciones fueron observadas por el mismo Kaiser Guillermo II.

## Nacen los Karp

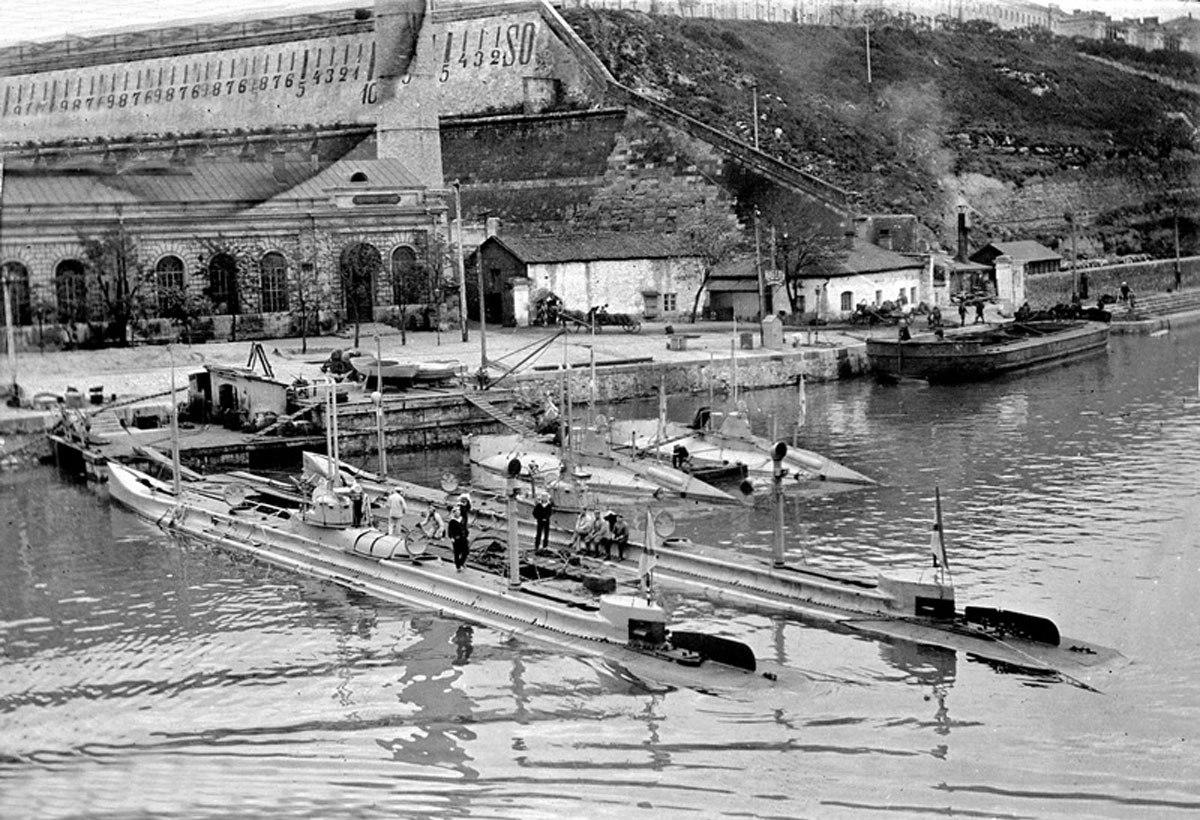
Sumergibles Karp y Karas (a la izq. de la fotografía).

También representantes de otras marinas presenciaron las pruebas, entre ellos los de la Armada Imperial Rusa, imperio que estaba en 1904 en guerra con el Japón y estaba comprando navíos en todas partes; concretamente había comprado en Estados Unidos el sumergible tipo Holland (Som, ex Fulton). El Forelle causó a los rusos en marzo de 1904 en unas pruebas realizadas en Eckenförde muy buena impresión por sus cualidades marineras y de resultas de ello lo compraron y fue recibido el 6 de mayo, encargando tres sumergibles más.
Estas nuevas naves que posteriormente sería conocida como la Clase Karp, constituida por los submarinos Karp, Karas y Kambala contaban con doble casco y estaban propulsadas por dos motores Körting de parafina de 6 cilindros y dos tiempos con una potencia conjunta de 400 cv y dos hélices de paso variable y un desplazamiento de 207 t. D’Equivilley y su equipo reconocieron el "talón de Aquiles" de los primeros diseños de John Philip Holland: sus motores de gasolina; las emanaciones de gases volátiles en el interior de la nave costaron la vida a muchos submarinistas de diversas marinas.
Poco después de recibirse la orden de construcción de la clase Krap, el Ministerio de Marina alemán se apresuró a solicitar un barco similar, y el 4 de abril de 1904 se encargó la construcción del Submarino SM U-1 apenas un mes después del inicio de las obras de construcción de las tres unidades rusas.
D’Equivilley publicó en 1905 el libro Untersee und Tauchboote (submarinos y sumergibles), donde hacía un repaso al estado de desarrollo de estas nuevas armas, para tratar de convencer a sus posibles clientes de las ventajas de disponer de ellas. En él escribió su opinión: “estos revolucionarios artefactos convertirían a la flota de superficie en armas obsoletas; quien sabe si la aparición de estos submarinos podría poner fin a las batallas navales”.
Estos sumergibles no estuvieron operativos hasta 1908, después de su transferencia a través del ferrocarril a Sebastopol en el Mar Negro. 
En 1909 el Kambala resultó hundido en una colisión accidental con el acorazado Rostislav. En 1918, los Karp y Karas fueron transferidos a la Marina de guerra de Ucrania, y fueron echados a pique en la rada de Sebastopol el 26 de abril de 1919 por los británicos que los habían recapturado para evitar que fuesen capturados por el Ejército Rojo.

## Buques de la clase[4]
| Buque             | Botado | Notas                                                                                      |
| ----------------- | ------ | ------------------------------------------------------------------------------------------ |
| Karp / Карп       | 1907   | Baja en 1917. Echado a pique en Sebastopol el 26 de abril de 1919                          |
| Kambala / Камбала | 1907   | Hundido por colisión con el acorazado Rostislav cerca de Sebastopol el 11 de junio de 1909 |
| Karas/ Карась     | 1907   | Baja en 1917. Echado a pique en Sebastopol el 26 de abril de 1919                          |